# Municipio de Huejuquilla el Alto
El municipio de Huejuquilla el Alto es uno de los 125 municipios en que se divide el estado mexicano de Jalisco. Es el municipio situado más al norte de la entidad, enclavado en la Sierra Madre Occidental. Su cabecera es el pueblo de Huejuquilla el Alto.

## Descripción geográfica
El municipio de Huejuquilla el Alto se localiza en la región Norte del estado de Jalisco. Su municipio colindante es Mezquitic.  Tiene una extensión territorial de 803.77 kilómetros cuadrados.
El municipio limita al sur con el municipio de Mezquitic, y al oeste, norte y este con el estado de Zacatecas, en particular con el municipio de Valparaíso.

## Medio físico
El 38% del municipio tiene terrenos de lomeríos, es decir, con pendientes entre 5° - 15° (grados).Encontrándose al noroeste la mesa de la Muralla con una altura de los 1,800 metros sobre el nivel del mar; al oriente, la mesa de los Cerdos y la Mesa de Cristo, con alturas de los 1,750 a los 2,100 metros sobre el nivel del mar; al sur se localiza el cerro de Los Chinos. Existen zonas planas compuestas principalmente por tierras de labor. Además se encuentran los cerros Tenestina, El fuerte, El Salitre, El Pitayo, cerro Muerto, cerro Margarita y cerro Pelón. 
La roca predominante es la extrusiva ácida (55.6%) se trata de rocas ígneas de origen volcánico vertido a la superficie a través de fisuras o volcanes. El suelo predominante es litosol (43.5%), suelo de piedra, son los más abundantes en el país. Se encuentran en todos los climas y con muy diversos tipos de vegetación. El uso de estos suelos depende principalmente de la vegetación que los cubre. La selva (29.7%), el pastizal (26.9%) y el bosque (26.6%) son los usos de suelo dominantes en el municipio.

### Hidrografía
Los tipos de recursos hídricos del municipio están constituidos por aguas subterráneas, ríos y lagos. El territorio está ubicado dentro de 3 acuíferos de los cuales el 0.0% no tienen disponibilidad y el 100.0% se encuentra con disponibilidad de agua subterránea.
El territorio municipal está dentro de las subcuencas Río Atengo, Río Bolaños 1, Río San Juan de las cuales el 100.0% tienen disponibilidad y el 0.0% presentan déficit de disponibilidad de agua superficial.
Pertenece de manera general a la cuenca Lerma-Chapala-Santiago. Sus recursos hidrológicos son proporcionados por el río Huejuquilla; los arroyos: Guadalupe, Ximulco, Rancho Colorado, Los Mexquites, El Fresno, Potrillos, Arroyo Hondo, Salitre, San Antonio, Margarita, Tenzompa, Carrizal, Colomos y Los Lobos; las presas: Los Mezquitales, Las Yeguas, Laguna Grande, Lagnita de Jimulco y Los Mirasoles, todas ubicadas al norte del municipio; al sur, se localizan las presas: Azucenas y Las Lagunitas. Además están el lago de Santa María y el Lago de China.

### Clima, temperatura y precipitación
La mayor parte del municipio de Huejuquilla el Alto (49.4%) tiene clima templado subhúmedo. La temperatura media anual es de 17.1 °C, mientras que sus máximas y mínimas promedio oscilan entre 30.6 °C y 5.4 °C respectivamente. La precipitación media anual es de 697 mm. El promedio anual de días con heladas es de 9.9. Los vientos dominantes son en dirección del suroeste.

## Áreas naturales protegidas
Huejuquilla el Alto cuenta con 0.2% de humedales sin algún área natural protegida tipificada en su territorio.

## Flora y fauna

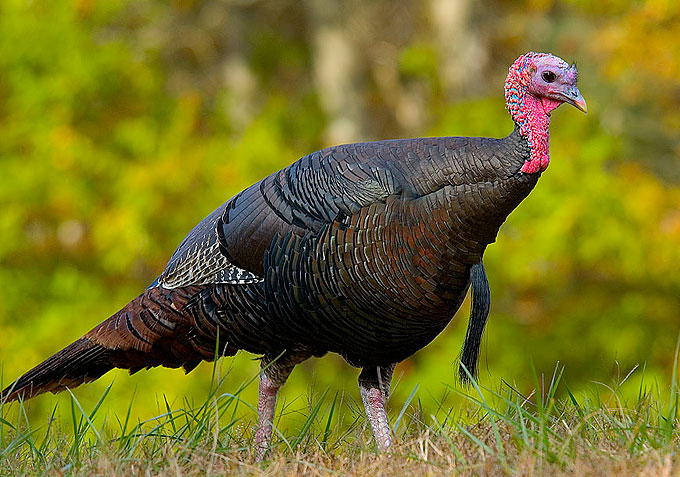
El guajolote es un animal típico del municipio.

Casi la mitad del territorio está compuesta por pastizales de baja calidad. En la zona montañosa se encuentran bosques formado de pino y roble principalmente.
El venado, el leoncillo, la víbora de cascabel, el coralillo, el conejo, el gato montés, el guajolote silvestre y otras especies habitan en esta región.

## Sequía
A nivel municipal la sequía excepcional es la que tiene una mayor distribución con un 52.5%, le siguen la extrema y severa con 30 y 2 por ciento de presencia respectivamente.

## Economía y empleo
Conforme a la información del Directorio Estadístico Nacional de Unidades Económicas (DENUE) de INEGI, el municipio de Huejuquilla El Alto cuenta con 665 unidades económicas al mes de mayo de 2024 y su distribución por sectores revela un predominio de establecimientos dedicados a Comercio, siendo estos el 47.97% del total en el municipio.

### Empleos
Para junio de 2024 el IMSS reportó un total de 1,433 trabajadores asegurados, lo que representó para el municipio de Huejuquilla El Alto una disminución anual de 130 trabajadores en comparación con el mismo mes de 2023, debido a la baja del registro de empleo formal de algunos de sus grupos económicos principalmente el de Servicios personales para el hogar y diversos. En función de los registros del IMSS el grupo económico que más empleos presentó dentro del municipio de Huejuquilla El Alto fue el de Servicios personales para el hogar y diversos, ya que en junio de 2024 registró un total de 1,313 trabajadores concentrando el 91.63% del total de asegurados en el municipio. El segundo grupo económico con más trabajadores asegurados fue el de Construcción de edificaciones y de obras de ingeniería civil, que para junio de 2024 registró 70 trabajadores asegurados que representan el 4.88% del total de trabajadores asegurados a dicha fecha. El tercer grupo con mayor número de trabajadores afiliados es el de Compraventa de gases, combustibles y lubricantes con el 1%. 

## Infraestructura
El municipio cuenta con 16 servicios públicos, de los cuales destacan 40 escuelas, seguido de 15 templos y centros de asistencia con 12.

### Salud
De acuerdo con los registros de la secretaría de salud, en el municipio se encuentran 9 unidades de servicio de salud como lo son consultorios, hospitales generales y especializados, oficinas administrativas, farmacias, laboratorios, unidades de medicina familiar, de especialidades médicas y móviles. De las cuales 8 corresponden a la Secretaría de Salud (SSJ), 1 unidad de salud es del Instituto de Seguridad y Servicios Sociales para los Trabajadores del Estado (ISSSTE)

### Medios y vías de comunicación
Cuenta con correo, teléfono, servicio de radiotelefonía, telégrafo, fax, señal de radio, televisión y celular. El transporte interurbano se efectúa a través de la carretera Guadalajara - Saltillo - Fresnillo - Valparaíso - Huejuquilla. Cuenta con una red de carreteras rurales que comunican las localidades. Hay autobuses públicos. Además cuenta con una aeropista que ofrece servicio privado y público.

## Demografía y localidades
según el censo de Población y Vivienda 2020, su población en ese año era de 10,015 personas; de las cuales el 48.3 por ciento eran hombres y 51.7 por ciento mujeres. Comparando este volumen poblacional con el del año 2015 (8,787 habitantes), se observa que la población municipal aumentó un 13.98 por ciento en cinco años.

### Localidades
En 2020 Huejuquilla el Alto contaba con 63 localidades, de éstas, 8 eran de dos viviendas y 15 de una. La localidad de Huejuquilla el Alto era la más poblada, con 5,949 personas, que representaban el 59.4% de la población del municipio; le seguía Tenzompa con el 7.3%, Colonia Hatmasie con el 4.2%, Colonia las Granjas con el 3.8% y La Cofradía con el 3.6% del total municipal.
| Código INEGI      | Localidad           | Población (2020) |
| ----------------- | ------------------- | ---------------- |
| 140420001         | Huejuquilla el Alto | 5 949            |
| Otras localidades | Otras localidades   | 4 066            |
| Total municipal   | Total municipal     | 10 015           |

### Religión
El 96.04% profesa la religión católica; sin embargo, también hay creyentes de los Testigos de Jehová, Mormones, Protestantes, Adventistas del Séptimo Día y otras doctrinas. El 1.80% de los habitantes ostentaron no practicar religión alguna.

## Migración
El índice de intensidad migratoria se ubicó en 57.27 puntos con un grado de intensidad migratoria Muy alto

## Pobreza por carencia social
Respecto a las carencias sociales en 2020, destaca que el indicador de carencia por acceso a la seguridad social es el acceso a la seguridad social, con un 84.6 por ciento, que en términos absolutos representa 6,442 habitantes. En contraste, el que menos proporción de población presentó fue el de calidad y espacios de la vivienda, con el 8.7 por ciento. Otros indicadores como acceso a servicios de salud, rezago educativo, acceso a servicios básicos de la vivienda y acceso a la alimentación se ubicaron en el 24.9, 24.2, 23 y 17 por ciento siguiendo el orden.

## Gobierno
Su forma de gobierno es democrática y depende del gobierno estatal y federal; se realizan elecciones cada 3 años, en donde se elige al presidente municipal y su gabinete. 
El municipio cuenta con 74 localidades, siendo las más importantes: Huejuquilla el Alto (cabecera municipal), Tenzompa, La Cofradía, San José de las Maderas, Ortega, La Soledad, Arroyos del Agua.

## Índice de desarrollo municipal (IDM)
Huejuquilla el Alto obtiene un desarrollo institucional Alto con un IDM-I de 66.

## Promedio mensual de carpetas de investigación abiertas
Durante el periodo de junio 2023 a mayo de 2024, se abrieron un total de 43 carpetas de investigación, con un promedio mensual de 4 carpetas abiertas en donde el delito con más investigación fue el de despojo.